# Vải bạt

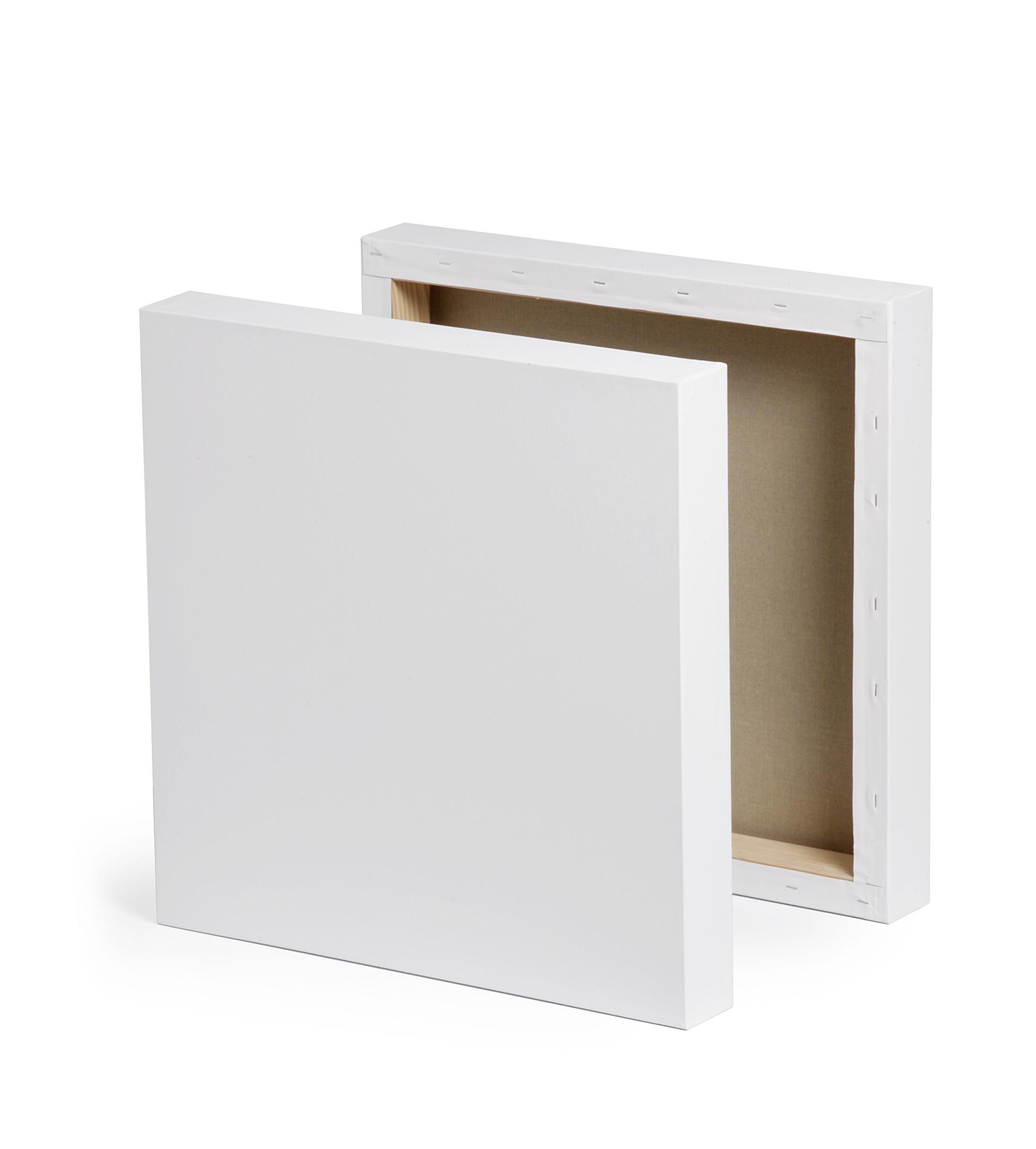
Vải bạt căng trên khung gỗ

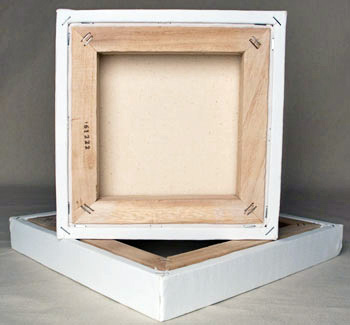

Vải bạt, còn gọi là vải phủ hoặc vải tráng, là một loại vải được tráng hoặc phủ một lớp chất phụ gia chống thấm, chống nước hoặc chống tia UV để tạo ra tính năng chống thời tiết và bền bỉ. Vải bạt thường được làm từ các loại vải cơ bản như bông, lanh, nylon hoặc polyester, sau đó được tráng hoặc phủ bằng các lớp chất phụ gia để cải thiện tính chất chống thấm và bền bỉ.

## Đặc tính kỹ thuật
Vải bạt ngày nay thường được làm từ sợi bông hoặc sợi lanh mặc dù trong quá khứ nó được làm từ sợi gai dầu. Nó không giống với những loại vải sợi bông cũng bền chắc khác như denim (vải bông chéo), vải bạt được dệt theo lối thông thường (plain weave) chứ không phải dệt chéo (twill weave). Ở Mỹ, vải bạt được phân loại theo hai cách: theo khối lượng riêng hoặc theo một hệ thống phân hạng đánh số. Số tỉ lệ nghịch với khối lượng riêng của vải, vậy nên vải bạt số 10 nhẹ hơn vải bạt số 4.